# Ікса (Таборинський район)
Ікса́ (рос. Икса) — присілок у складі Таборинського району Свердловської області. Входить до складу Кузнецовського сільського поселення.
Населення — 49 осіб (2010, 96 у 2002).
Національний склад населення станом на 2002 рік: росіяни — 95 %.